# Чулакай
Чулакай (каз. Шолақай) — село в Панфиловском районе Жетысуской области Казахстана. Административный центр Чулакайского сельского округа. Код КАТО — 195659100.

## Население
В 1999 году население села составляло 2884 человека (1442 мужчины и 1442 женщины). По данным переписи 2009 года, в селе проживало 3407 человек (1719 мужчин и 1688 женщин).